# Yulin (Kuangsi)
Yulin (chiń. 玉林; pinyin Yùlín) – miasto o statusie prefektury miejskiej w południowych Chinach, w regionie autonomicznym Kuangsi, nad rzeką Lian Jiang. W 2010 roku liczba mieszkańców miasta wynosiła 146 914. Prefektura miejska w 1999 roku liczyła 5 632 997 mieszkańców. Ośrodek przemysłu spożywczego, elektromaszynowego i chemicznego.
Od 2009 w mieście odbywa się co roku festiwal psiego mięsa. Wywołuje on spore kontrowersje wśród obrońców praw zwierząt oraz miłośników psów na całym świecie, którzy protestują przeciwko jego organizacji.